# AFC Beach Soccer Championship 2006
L’AFC Beach Soccer Championship 2006 è la 1ª edizione di questo torneo.

## Squadre partecipanti
Di seguito le 6 squadre partecipanti.
- Bahrein
- Cina
- Filippine
- Iran
- Giappone
- Emirati Arabi Uniti

## Fase a gironi
Di seguito la fase a gironi.

### Girone A
| Team      | G | V | V+ | P | GF | GS | +/- | P |
| --------- | - | - | -- | - | -- | -- | --- | - |
| Giappone  | 2 | 2 | 0  | 0 | 23 | 3  | +20 | 6 |
| Iran      | 2 | 1 | 0  | 1 | 11 | 10 | +1  | 3 |
| Filippine | 2 | 0 | 0  | 2 | 3  | 24 | -21 | 0 |

| Squadra 1 | Risultato | Squadra 2 |
| --------- | --------- | --------- |
| Giappone  | 16-0      | Filippine |
| Giappone  | 7-3       | Iran      |
| Iran      | 8-3       | Filippine |

### Girone B
| Team                | G | V | V+ | P | GF | GS | +/- | P |
| ------------------- | - | - | -- | - | -- | -- | --- | - |
| Bahrein             | 2 | 2 | 0  | 0 | 11 | 4  | +7  | 6 |
| Cina                | 2 | 1 | 0  | 1 | 4  | 7  | -3  | 3 |
| Emirati Arabi Uniti | 2 | 0 | 0  | 2 | 7  | 11 | -4  | 0 |

| Squadra 1 | Risultato | Squadra 2           |
| --------- | --------- | ------------------- |
| Bahrein   | 7-4       | Emirati Arabi Uniti |
| Bahrein   | 4-0       | Cina                |
| Cina      | 4-3       | Emirati Arabi Uniti |

## Finali

### Semifinali
| Squadra 1 | Risultato | Squadra 2 |
| --------- | --------- | --------- |
| Bahrein   | 7-2       | Iran      |
| Giappone  | 3-2       | Cina      |

### 3º-4º posto
| Squadra 1 | Risultato | Squadra 2 |
| --------- | --------- | --------- |
| Iran      | 6-4       | Cina      |

### Finale
| Squadra 1 | Risultato | Squadra 2 |
| --------- | --------- | --------- |
| Bahrein   | 5-3       | Giappone  |

## Classifica Finale
Queste le posizioni nel dettaglio.
| Pos | Team                |
| --- | ------------------- |
| 1   | Bahrein             |
| 2   | Giappone            |
| 3   | Iran                |
| 4   | Cina                |
| 5   | Emirati Arabi Uniti |
| 6   | Filippine           |